# كمال الدين جناب
کمال‌الدین جناب (Kamaloddin Jenab) ولدت في [[إیران. هو كان فيزيائيًا إيرانيًا رائدًا. يرجع الفضل في كثير من الأحيان لتأسيس علم تجريبي أكاديمي في الجامعات الإيرانية.

## حياته
كان أول إيراني يحصل على [[درجة الدكتوراه في الفيزياء النووية ، وكثيراً ما يُنسب إليه الفضل في وضع أسس هذا العلم في إيران.
ولد في عام 1908 في أصفهان، وحصل على منحة للدراسة في الخارج، إلى فرنسا أخذ _him_ حيث درس الفيزياء في جامعة نانسي، والكيمياء في جامعة السوربون، وبلغت ذروتها في نهاية المطاف في الدكتوراه من معهد كاليفورنيا للتكنولوجيا في الولايات المتحدة.
درس Jenab تحت روبرت ميليكان في معهد كاليفورنيا للتكنولوجيا حيث أنهى دراسته الدكتوراه في الفيزياء النووية في عام 1936. وaussi شارك في دورة الألعاب الاولمبية 1936 طالب، ويكون أبيض السباح متعطشا العام، سبح عبر القناة الإنجليزية في سن ال 25.
بعد عودته إلى إيران ، عمل الدكتور جناب كهيئة تدريسية في جامعة طهران حتى عام 1975 بعد 40 عامًا من الخدمة. قام بتأليف العديد من الكتب الدراسية الأولى لإيران في الفيزياء الحديثة.
في عام 2004، كان الفيلم صنع لتكريم خدماته إلى المجتمع الفيزياء الإيراني، وتم تكريمه باعتباره واحدا من الآباء المؤسسين لإيران في العلم الحديث.
توفي في 26 أغسطس 2006 عن عمر يناهز 98 عامًا.